# I Origins – Im Auge des Ursprungs
I Origins – Im Auge des Ursprungs ist ein US-amerikanisches Science-Fiction-Drama von Drehbuchautor und Regisseur Mike Cahill aus dem Jahr 2014. In den Hauptrollen sind Michael Pitt, Brit Marling, Àstrid Bergès-Frisbey und Steven Yeun zu sehen. Der Film wird von 20th Century Fox vertrieben und hatte seine Filmpremiere am 18. Januar 2014 auf dem Sundance Film Festival. In Deutschland kam der Film am 25. September 2014 in die Kinos.

## Handlung
Ian Gray ist Molekularbiologe und untersucht die Evolution des Auges. Als er der rätselhaften Sofi begegnet, verlieben sie sich ineinander, werden ein Paar und wollen spontan heiraten. Sofi stirbt jedoch auf tragische Weise, als sie mit Ian in einem Fahrstuhl zu ihrem Apartment stecken bleibt.
Nach einer Trauerzeit beginnt Ian wieder mit seinen Forschungen. Sieben Jahre später ist er mit seiner Laborpartnerin verheiratet und erwartet mit ihr einen Sohn. Im Krankenhaus stellt eine Ärztin bei einem Irisscan nach der Geburt ein Muster fest, das exakt dem eines Verstorbenen gleicht, was eigentlich nicht möglich sein dürfte. Unter dem Vorwand, das Kind könnte autistische Merkmale aufweisen, prüft eine Wissenschaftlerin, ob es eine wiedergeborene Seele sein könnte.
Bei weiteren Forschungen stellt sich heraus, dass in Indien ein Mädchen gescannt wurde, die das Irispaar von Sofi aufweist. Ian lässt sich von seiner Frau dazu überreden, dorthin zu fliegen und dieses Mädchen zu finden, was nach einiger Zeit auch gelingt. Er führt einen Test mit ihr durch, um zu überprüfen, ob Salomina gleiche Interessen wie Sofi aufweist.
Dem Test zufolge ist dies allerdings nicht der Fall und er ist sehr enttäuscht. Doch als er mit Salomina in den Fahrstuhl gehen möchte, um sie wieder nach Hause zu bringen, weigert sich diese, fängt an zu schreien, zu weinen und klammert sich an ihm fest. Jetzt weiß Ian, dass das kleine Mädchen Salomina die Wiedergeburt von Sofi ist, seiner großen Liebe.

## Rezeption
Der Film erhielt gemischte Kritiken. Bei Rotten Tomatoes waren 52 % der Kritiken positiv bei insgesamt 102 Kritiken. Im Fazit heißt es: „Mike Cahill bleibt ein ambitioniertes Talent, aber mit dem unausgeglichenen Sci-Fi-Drama I Origins beweist er kein Gespür.“ („Writer-director Mike Cahill remains an intriguingly ambitious talent, but with the uneven sci-fi drama I Origins, his reach exceeds his grasp.“) Bei Metacritic erhielt der Film eine Bewertung von 56 von 100 Punkten, basierend auf 36 Kritiken.
Der film-dienst sah eine „ungleich gewichtete Mischung aus anrührender, nicht zu Ende erzählter Liebesgeschichte und bedeutungsschwerem Gedankenspiel“. Der Film würde anregen, „aber etwas zu aufdringlich der Faszination für das Sehvermögen“ nachspüren und „altbekannte Thesen über die Kluft zwischen Wissenschaft und Religion“ diskutieren.